# Vệ (nước)
Vệ (Phồn thể: 衞國; giản thể: 卫国) là một quốc gia chư hầu của nhà Chu trong lịch sử Trung Quốc. Lãnh thổ nước này là vùng đất ngày nay thuộc miền bắc tỉnh Hà Nam và miền nam tỉnh Hà Bắc.
Nước Vệ khởi nguồn từ vùng đất phong của em trai cùng mẹ với Chu Vũ vương là Quản Thúc Tiên. Sau khi Quản Thúc Tiên làm loạn cùng Vũ Canh, Chu Công mới phong đất này cho một người em khác của Vũ vương là Khang Thúc Cơ Phong. Trong suốt thời gian tồn tại của mình, nước Vệ được xem là một chư hầu thân tín của Thiên tử nhà Chu. Năm 661 TCN, nước Vệ bị người Địch tàn phá; quân chủ Vệ Ý công bị giết. Sau nhờ Tề Hoàn công giúp đỡ, nước Vệ mới khôi phục song vĩnh viễn mất đi vị thế xưa. Cuối thời Xuân Thu, tại nước Vệ có 2 họ lớn chuyên quyền là họ Tôn và họ Ninh.
Nước Vệ vẫn tồn tại đến tận thời kì Nhà Tần thống nhất Trung Hoa. Năm 209 TCN, vị quân chủ cuối cùng của nước Vệ là Vệ Giác bị Tần Nhị Thế phế làm thứ dân, nước Vệ chính thức bị diệt.

## Thành lập
Khang Thúc ban đầu được phong tại đất Khang (康; nay là tây bắc huyện cấp thị Vũ Châu, tỉnh Hà Nam).
Đất phong sau này của Vệ Khang Thúc vốn giáp với đất cũ nhà Ân, ban đầu được Chu Vũ vương phong cho em là Quản Thúc Tiên để canh chừng Vũ Canh - con trai Trụ Vương. Nhưng sau khi Vũ vương mất, Quản Thúc Tiên lại theo Vũ Canh nổi loạn chống nhà Chu. Chu Công Đán phụ chính cho Chu Thành vương mang quân dẹp loạn, giết Vũ Canh và Quản Thúc, lấy đất này phong cho Khang Thúc.
Khang Thúc lấy quốc hiệu là Vệ (衞), nguyên là tên vùng đất cũ của ông. Trong các tài liệu sử sách viết về nhà Chu thường thấy các từ như Khang hầu, Khang công, đều là để chỉ tới Cơ Phong hay hậu duệ của ông.

## Thời Tây Chu

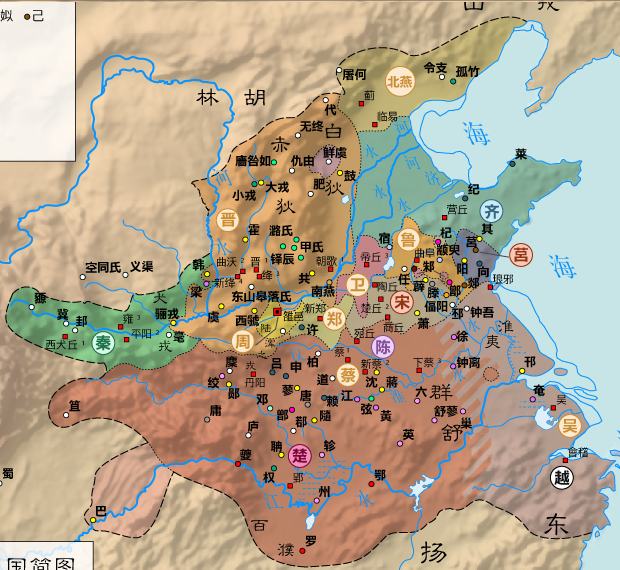
Giản đồ các nước lớn thời Xuân Thu
Vệ (衞)
Tấn (晋)
Yên (北燕)
Tề (齐)
Tần (秦)
Sở (楚)
Ngô (吴)
Cử (莒)
Lỗ (鲁)
Tống (宋)
Trịnh (郑)
Ba (巴)
Đất do thiên tử nhà Chu cai quản

Thời kỳ đầu của nhà Chu, Vệ Khang Thúc tuân thủ những điều Chu Công Đán nói với ông là "Khải dĩ Thương chính, cương dĩ Chu sách" (tuân theo chính trị nhà Thương nhưng áp dụng kỷ cương nhà Chu), dùng thể chế chính trị của nhà Thương nhưng triệt để thi hành pháp chế nhà Chu, vì thế đạt được những thành công nhất định.
Khi đó, nước Vệ được coi là phên dậu tin cậy của nhà Chu, Khang Thúc được nhà Chu tin dùng làm Tư khấu. Vì thế thực tế công việc nội bộ của Vệ đều do con trai của ông là Vệ Khang bá đảm nhận. Trước thời Chu Lệ vương, lịch sử nước Vệ được ghi chép rất ít.

## Thời Đông Chu

### Xuân Thu
Thời kỳ Chu Bình vương phải dời đô sang phía đông, Vệ Vũ công từng xuất binh phò trợ nhà Chu bình Nhung. Nước Vệ thời Vệ Vũ công là thời kỳ cường thịnh, đứng đầu các nước chư hầu, nhưng cũng từ thời kỳ Đông Chu trở đi, do nội loạn đã dần dần suy yếu.
Năm 661 TCN, nước Vệ bị người Địch tàn phá; quân chủ Vệ Ý công, một người ăn chơi trụy lạc cũng bị người Địch giết chết; nước Vệ mất. Được khoảng 5.000 di dân tại các nước Tống, nước Trịnh hỗ trợ, nước Vệ mới dời đô tới Tào (nay là phía đông huyện Hoạt, tỉnh Hà Nam). Sau nhờ được Tề Hoàn công viện trợ, năm 659 TCN dời đô tới Sở Khâu (nay là phía đông huyện Tuấn, địa cấp thị Hạc Bích, tỉnh Hà Nam), một lần nữa tái lập nước nhưng giờ đây chỉ còn là một tiểu quốc.
Thời Vệ Văn công, sức mạnh của nước này một phần nào được khôi phục. Vệ Thành công năm thứ nhất (629 TCN), do bị người Địch nhiều lần xâm lăng, quấy phá nên lại dời đô tới Khâu (nay là Bộc Dương, tỉnh Hà Nam), trải qua khoảng trăm năm chỉ chuyên tâm phát triển thì kinh tể mới bắt đầu phồn vinh. Cuối thời Xuân Thu, tại nước Vệ có 2 họ lớn chuyên quyền là họ Tôn và họ Ninh, quan hệ quân thần lại bất hòa.
Sau khi họ Tôn chạy sang nước Tấn, họ Ninh bị tiêu diệt thì trong nước Vệ lại xuất hiện sự kiện hai cha con Vệ Hậu Trang công và Vệ Xuất công tranh giành ngôi báu, làm cho tiềm lực của nước này bị giảm sút mạnh.

### Chiến Quốc
Đến thời Chiến Quốc, nước Vệ cực kỳ suy yếu, liên tục bị các nước Triệu, Ngụy, Tề, Sở xâm lấn.
Năm 343 TCN, Ngụy Huệ Thành vương phế Vệ Thành hầu Cơ Sắc để lập hậu duệ xa của Vệ Linh công họ Tử Nam làm quốc quân nước Vệ. Năm 252 TCN, Ngụy giết Vệ Hoài quân, lập Vệ Nguyên quân là con rể Ngụy vương lên thay. Năm 241 TCN, nước Tần đánh Ngụy, lại lập họ Cơ làm Vệ chủ như cũ, dời đô đến đất Dã Vương (nay là Thẩm Dương, Hà Nam). Lúc này, Vệ trở thành phụ dung của nước Tần.
Năm 209 TCN, Vệ Giác bị Tần Nhị Thế phế, nước Vệ chính thức diệt vong.

## Quân chủ nước Vệ
Bảng dưới đây chủ yếu dựa theo Sử ký - Vệ thế gia là chính, có tham chiếu tới "Xuân Thu tả truyện chú" của Dương Bá Tuấn, "Chiến Quốc sử liệu biên niên tập chứng" của Dương Khoan để chỉnh sửa, bổ sung.
| STT | Hiệu                                                | quốc quân tính danh                               | Số năm tại vị     | Khoảng thời gian                                               | Xuất thân, quan hệ | Nguồn tài liệu                                                  |
| --- | --------------------------------------------------- | ------------------------------------------------- | ----------------- | -------------------------------------------------------------- | --- | --------------------------------------------------------------- |
| 1   | Vệ Khang Thúc                                       | Cơ Phong                                          |                   | ~ 1040 TCN trở đi - ?                                          | Con Chu Văn Vương, em cùng mẹ với Chu Vũ Vương | Vệ Khang Thúc thế gia                                           |
| 2   | Vệ Khang bá "Cổ sử khảo" chép là Vệ Mưu bá          | Cơ Đại "Thế bản" gọi là Khôn                      |                   |                                                                | Con Vệ Khang Thúc | [ 1 ]                                                           |
| 3   | Vệ Khảo bá                                          |                                                   |                   |                                                                | Con Vệ Khang bá | [ 1 ]                                                           |
| 4   | Vệ Tự bá                                            |                                                   |                   |                                                                | Con Vệ Khảo bá | [ 1 ]                                                           |
| 5   | Vệ Ốt bá "Thế bản" chép là Vệ Chí bá                |                                                   |                   |                                                                | Con Vệ Tự bá | [ 1 ]                                                           |
| 6   | Vệ Tĩnh bá                                          |                                                   |                   |                                                                | Con Vệ Thư bá | [ 1 ]                                                           |
| 7   | Vệ Trinh bá "Thế bản" chép là Vệ Cơ bá              |                                                   |                   | ? - 867 TCN                                                    | Con Vệ Tĩnh bá | [ 1 ]                                                           |
| 8   | Vệ Khoảnh hầu                                       |                                                   | 12                | 866 TCN - 855 TCN                                              | Con Vệ Trinh bá | [ 1 ]                                                           |
| 9   | Vệ Ly hầu                                           |                                                   | 42                | 854 TCN - 813 TCN                                              | Con Vệ Khoảnh hầu | [ 1 ]                                                           |
| 10  | Vệ Cung bá                                          | Cơ Dư                                             | 1                 | 813 TCN                                                        | Con Vệ Ly hầu | [ 1 ]                                                           |
| 11  | Vệ Vũ công                                          | Cơ Hòa                                            | 55                | 812 TCN - 758 TCN                                              | Con Vệ Ly hầu, em Vệ Cộng bá | [ 1 ]                                                           |
| 12  | Vệ Trang công                                       | Cơ Dương                                          | 23                | 757 TCN - 735 TCN                                              | Con Vệ Vũ công | [ 1 ]                                                           |
| 13  | Vệ Hoàn công                                        | Cơ Hoàn                                           | 16                | 734 TCN - 719 TCN                                              | Con Vệ Trang công | [ 1 ]                                                           |
| 14  | Vệ quân Châu Dụ                                     | Cơ Châu Dụ                                        | Bị phế            | 719 TCN                                                        | Con Vệ Trang công, em Vệ Hoàn công | [ 1 ]                                                           |
| 15  | Vệ Tuyên công                                       | Cơ Tấn                                            | 19                | 718 TCN - 700 TCN                                              | Con Vệ Trang công, em Vệ Hoàn công | [ 1 ]                                                           |
| 16  | Vệ Huệ công                                         | Cơ Sóc                                            | 4                 | 699 TCN - 696 TCN Lục quốc niên biểu chép là 699 TCN - 697 TCN | Con Vệ Tuyên công | Thập nhị chư hầu niên biểu Tả truyện-Hoàn công năm thứ 16       |
| 17  | Vệ quân Kiềm Mâu                                    | Cơ Kiềm Mâu                                       | 8                 | 696 TCN - 688 TCN Lục quốc niên biểu chép là 696 TCN - 687 TCN | Con Vệ Tuyên công | Tả truyện-Trang công năm thứ 6                                  |
|     | Vệ Huệ công (lần 2)                                 | Cơ Sóc                                            | 20 (31?)          | 688 TCN - 669 TCN Lục quốc niên biểu chép là 686 TCN - 669 TCN | Con Vệ Tuyên công | Tả truyện-Trang công năm thứ 6                                  |
| 18  | Vệ Ý công                                           | Cơ Xích                                           | 9                 | 668 TCN - 660 TCN                                              | Con Vệ Huệ công | [ 1 ]                                                           |
| 19  | Vệ Đái công                                         | Cơ Thân                                           | 1                 | 660 TCN                                                        | Cháu Vệ Tuyên công, con Vệ Chiêu bá Cơ Ngoan | [ 1 ]                                                           |
| 20  | Vệ Văn công                                         | Cơ Hủy                                            | 25                | 659 TCN - 635 TCN                                              | Con Vệ Chiêu bá, em Vệ Đái công | [ 1 ]                                                           |
| 21  | Vệ Thành công                                       | Cơ Trịnh                                          | 35                | 634 TCN - 600 TCN                                              | Con Vệ Văn công | [ 1 ]                                                           |
| 22  | Vệ quân Hà                                          | Cơ Hà                                             | Bị phế            | 632 TCN                                                        | Con Vệ Văn công, em Vệ Thành công | [ 1 ]                                                           |
| 23  | Vệ Mục công                                         | Cơ Sắc                                            | 11                | 599 TCN - 589 TCN                                              | Con Vệ Thành công | [ 1 ]                                                           |
| 24  | Vệ Định công                                        | Cơ Tang                                           | 12                | 588 TCN - 577 TCN                                              | Con Vệ Mục công | [ 1 ]                                                           |
| 25  | Vệ Hiến công                                        | Cơ Khản                                           | 18                | 576 TCN - 559 TCN                                              | Con Vệ Định công | [ 1 ]                                                           |
| 26  | Vệ Thương công                                      | Cơ Thu Hán thư gọi là Diễm Tả truyện gọi là Phiếu | 12                | 558 TCN - 547 TCN                                              | Con Vệ Mục công, em Vệ Định công Hán thư cho là em Vệ Hiến công | Hán thư-cổ kim nhân biểu Tả truyện-Tương công năm thứ 6         |
|     | Vệ Hiến công (lần 2)                                | Cơ Khản                                           | 3                 | 546 TCN - 544 TCN                                              | Con Vệ Định công | [ 1 ]                                                           |
| 27  | Vệ Tương công                                       | Cơ Ác                                             | 9                 | 543 TCN - 535 TCN                                              | Con Vệ Hiến công | [ 1 ]                                                           |
| 28  | Vệ Linh công                                        | Cơ Nguyên                                         | 42                | 534 TCN - 493 TCN                                              | Con Vệ Tương công | [ 1 ]                                                           |
| 29  | Vệ Xuất công                                        | Cơ Triếp                                          | 12                | 492 TCN - 480 TCN                                              | Con Vệ [Hậu] Trang công | [ 1 ]                                                           |
| 30  | Vệ Trang công                                       | Cơ Khoái Hội                                      | 3                 | 480 TCN - 478 TCN                                              | Con Vệ Linh công | [ 1 ]                                                           |
| 31  | Vệ quân Ban Sư                                      | Cơ Ban Sư Tả truyện gọi là Bàn Sư                 | Bị phế            | 478 TCN                                                        | Tả truyện coi là cháu của Vệ Tương công | Tả truyện-Ai công năm thứ 17                                    |
| 32  | Vệ quân Khởi                                        | Cơ Khởi                                           | 1                 | 477 TCN                                                        | Sử ký ghi là con Vệ Linh công | [ 1 ]                                                           |
|     | Vệ Xuất công (lần 2)                                | Cơ Triếp                                          | 7 (21)            | 476 TCN - 470 TCN Lục quốc niên biểu ghi là 476 TCN - 456 TCN  | Con Vệ [Hậu] Trang công | [ 1 ] [ 2 ]                                                     |
| 33  | Vệ Điệu công                                        | Cơ Kiềm "Thế bản" ghi là Kiền, tên khác là Thích  | 5                 | 469 TCN - 465 TCN Lục quốc niên biểu ghi là 455 TCN - 451 TCN  | Con Vệ Linh công | [ 1 ] [ 2 ]                                                     |
| 34  | Vệ Kính công                                        | Cơ Phất "Thế bản" gọi là Phí                      | 33/19             | 464 TCN - 432 TCN Lục quốc niên biểu ghi là 450 TCN - 432 TCN  | Con Vệ Điệu công | [ 1 ] [ 2 ]                                                     |
| 35  | Vệ Chiêu công "Thế bản" gọi là Vệ Nhiêu công        | Cơ Củ "Thế bản" gọi là Chu                        | 6                 | 431 TCN - 426 TCN                                              | Con Vệ Kính công | [ 1 ]                                                           |
| 36  | Vệ Hoài công Lục quốc niên biểu ghi là Vệ Điệu công | Cơ Đản                                            | 11                | 425 TCN - 415 TCN                                              | Con Vệ Chiêu công | [ 1 ] [ 2 ]                                                     |
| 37  | Vệ Thận công                                        | Cơ Đồi                                            | 32/42             | 414 TCN - 383 TCN Lục quốc niên biểu ghi là 414 TCN - 373 TCN  | Con công tử Thích, Thích là con Kính công | Chiến Quốc sử liệu biên niên tập chứng                          |
| 38  | Vệ Thanh công "Thế bản" ghi là Vệ Thánh công        | Cơ Huấn "Thế bản" gọi là Trì                      | 11                | 382 TCN - 372 TCN Lục quốc niên biểu ghi là 372 TCN - 362 TCN  | Con Vệ Thận công | Chiến Quốc sử liệu biên niên tập chứng                          |
| 39  | Vệ Thành hầu                                        | Cơ Sắc "Thế bản" gọi là Bất Thệ                   | 29                | 371 TCN - 343 TCN "Niên biểu" ghi là 361 TCN - 333 TCN         | Con Vệ Thanh công | Chiến Quốc sử liệu biên niên tập chứng                          |
| 40  | Vệ Bình hầu                                         | Tử Nam Kính                                       | 8                 | 342 TCN - 335 TCN Lục quốc niên biểu chép là 332 TCN - 325 TCN | Cháu 4 đời của Vệ Linh công. Vệ Linh công sinh con trai nhỏ là Cơ Dĩnh. Cơ Dĩnh sinh ra Tử Nam Di Mưu. Di Mưu sinh Tử Nam Cố. Cố sinh Vệ Bình hầu. Trước coi là con Vệ Thành hầu | Chiến Quốc sử liệu biên niên tập chứng                          |
| 41  | Vệ Tự quân Kỷ niên chép là Vệ Hiếu Tương hầu        |                                                   | 42                | 334 TCN - 293 TCN Lục quốc niên biểu chép là 324 TCN - 283 TCN | Con Vệ Bình hầu | Chiến Quốc sử liệu biên niên tập chứng                          |
| 42  | Vệ Hoài quân                                        |                                                   | 39/31             | 292 TCN - 266 TCN Lục quốc niên biểu chép là 282 TCN - 253 TCN | Con Vệ Tự quân | Chiến Quốc sử liệu biên niên tập chứng                          |
| 43  | Vệ Nguyên quân                                      |                                                   | 25 (theo thế gia) | 266 TCN - 261 TCN Lục quốc niên biểu chép là 252 TCN - 230 TCN | Con rể của con gái Ngụy An Li vương Sử ký chép là em Vệ Tự quân Hán thư chép là em Vệ Hoài quân                                                                                  | Hán thư-cổ kim nhân biểu Chiến Quốc sử liệu biên niên tập chứng |
| 44  | Vệ quân Giác                                        | Cơ Giác                                           | 33/21             | 261 TCN - 254 TCN Lục quốc niên biểu chép là 229 TCN - 209 TCN | Nước Tần lập nên Sử ký chép là con Vệ Nguyên quân | Chiến Quốc sử liệu biên niên tập chứng                          |